# لين جيمس
لين جيمس (بالإنجليزية: Lyn James)‏ هي ممثلة بريطانية وأسترالية، ولدت في 13 نوفمبر 1935 في Rhondda ‏ في المملكة المتحدة، وتوفيت في 31 مايو 2017 في سيدني في أستراليا بسبب مرض.

## وصلات خارجية
- لين جيمس على موقع IMDb (الإنجليزية)
- لين جيمس على موقع قاعدة بيانات الفيلم (الإنجليزية)